# Ceratophyllus petrochelidoni
Ceratophyllus petrochelidoni är en loppart som beskrevs av Wagner 1936. Ceratophyllus petrochelidoni ingår i släktet Ceratophyllus och familjen fågelloppor. Inga underarter finns listade i Catalogue of Life.